# Legendia
Legendia Śląskie Wesołe Miasteczko (krócej: Legendia; w latach 1959-2016: Śląskie Wesołe Miasteczko) – najstarszy lunapark w Polsce, otwarty w 1959 roku pod nazwą Śląskie Wesołe Miasteczko. Mieści się na terenie Parku Śląskiego (dawny WPKiW) w Chorzowie przy granicy z Katowicami. Ma powierzchnię około 26 ha. Od sezonu 2017 park nosi nazwę Legendia.

## Historia
W roku 1956 rozpoczęła się budowa Śląskiego Wesołego Miasteczka. Pierwsi goście odwiedzili park w 1959 roku, który otwarto 12 września.
W roku 1970 padła rekordowa frekwencja Parku – 2 miliony odwiedzających w ciągu roku.
W roku 1985 zainstalowano na terenie parku diabelski młyn Gwiazda Duża (obecnie Legendia Flower).
W roku 2013 zakupiono 26 urządzeń z duńskiego wesołego miasteczka Sommerland Syd.
W roku 2015 inwestorem parku została grupa Tatry Mountain Resorts posiadająca między innymi park wodny Tatralandia. Inwestor ma zainwestować 117 milionów zł.
W roku 2016 park ogłosił budowę nowej stalowej kolejki górskiej Lech Coaster o wysokości 40 metrów. Otwarcie zaplanowano na rok 2017.
W 2017 roku, w związku z gruntowną renowacją atrakcji i zmianą wystroju, park zmienił nazwę na Legendia Śląskie Wesołe Miasteczko.
1 lipca 2017 roku w parku otwarto wówczas najwyższą, najszybszą i najdłuższą kolejkę górską w Polsce – Lech Coaster.
W 2018 roku uruchomiono Bazyliszka – interaktywną atrakcję typu dark ride o powierzchni 1000 m². Atrakcja zdobyła nagrodę European Star Award dla najlepszej nowej europejskiej atrakcji w roku 2018, dwie nagrody Park World Excellence Awards Europe dla najlepszej rodzinnej atrakcji roku oraz dla najlepszego zastosowania nowych technologii do budowy urządzeń rozrywkowych, a także nagrodę Thea Award przyznawaną przez stowarzyszenie Themed Entertainment Association.
W przerwie między sezonami 2018 i 2019 przeprowadzono remont kolejki górskiej Tornado i zmieniono jej nazwę na Diabelska Pętla.

6 czerwca 2020 roku park otworzył atrakcję wodną produkcji niemieckiej firmy Hafema Water Rides GmbH (model Wild Raft Ride) pod nazwą Dolina Jagi. Otwarcie atrakcji zostało przesunięte z powodu trwającej wówczas epidemii COVID-19. Atrakcja została nagrodzona 3. miejscem w rankingu European Star Award najlepszych nowych atrakcji otwartych w 2020 roku w Europie.

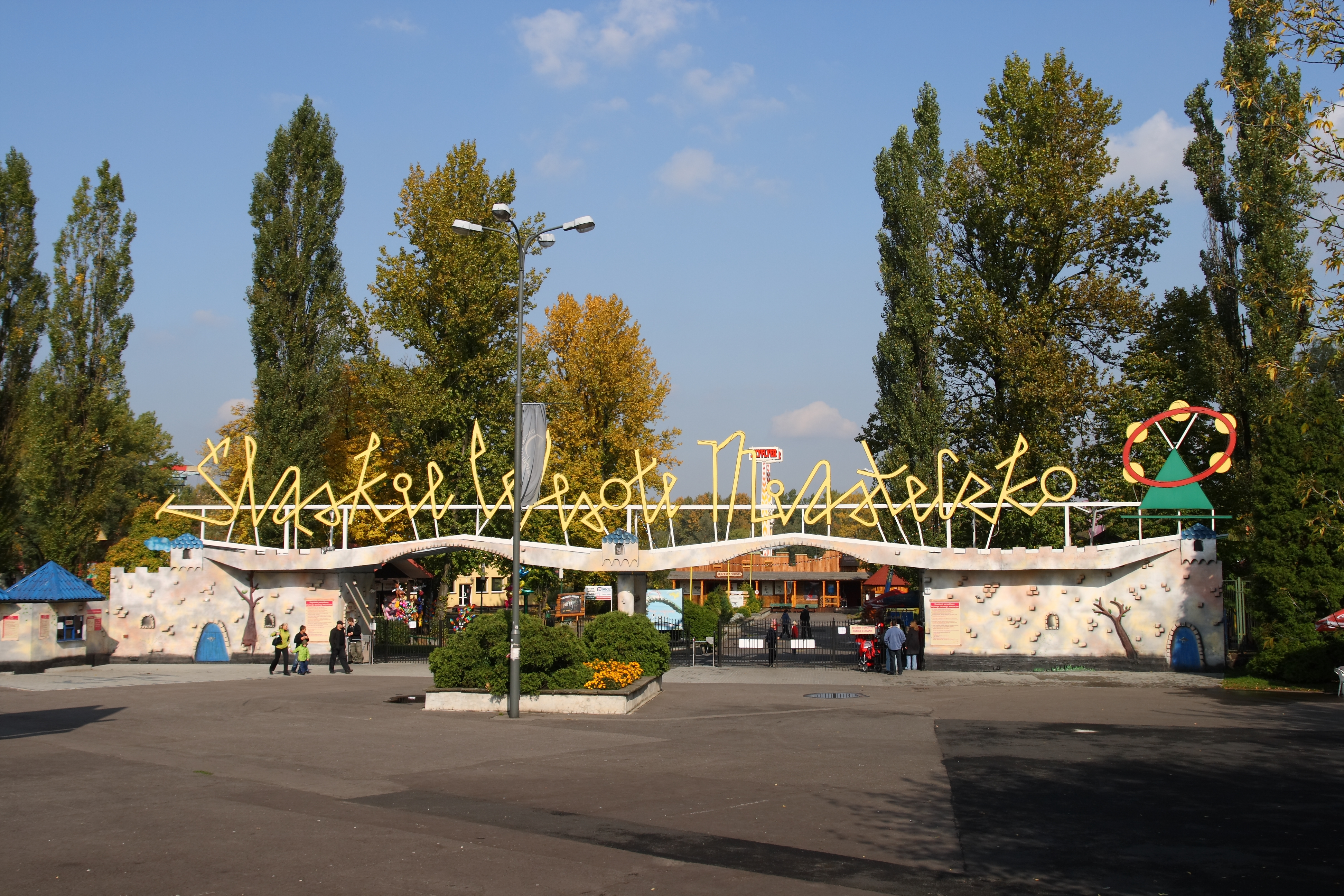
Stara brama wejściowa

## Miejsce w rankingach
| European Star Award – Top 10 regionalnych parków tematycznych w Europie | European Star Award – Top 10 regionalnych parków tematycznych w Europie | European Star Award – Top 10 regionalnych parków tematycznych w Europie | European Star Award – Top 10 regionalnych parków tematycznych w Europie |
| ----------------------------------------------------------------------- | ----------------------------------------------------------------------- | ----------------------------------------------------------------------- | ----------------------------------------------------------------------- |
| 2017                                                                    | 2018                                                                    | 2019                                                                    | 2020                                                                    |
| –                                                                       | –                                                                       | 8                                                                       | –                                                                       |

## Atrakcje
W Śląskim Wesołym Miasteczku na sezon 2019 znajdują się 43 obiekty zarówno dla dorosłych, jak i dla dzieci. W ofercie znajdują się 2 kolejki górskie: Diabelska pętla i Lech, a także dwie atrakcje wodne: Diamond River oraz Dolina Jagi, a także koło widokowe o wysokości 40 metrów Legendia Flower (do roku 2017 Gwiazda Duża). W roku 2008 zbudowana została wieża Silesia Tower o wysokości ok. 50 m, wyposażona w karuzelę oraz urządzenie do swobodnego spadku. Wieża ta była pierwszą konstrukcją tego typu w Polsce, jednak w 2009 roku Urząd Dozoru Technicznego nie dopuścił jej do dalszego użytkowania.

### Kolejki górskie

#### Czynne
W 2024 roku w parku znajdowały się 2 czynne kolejki górskie:
| # | Nazwa           | Producent | Data otwarcia   | Typ     | Wysokość [m] | Prędkość [km/h] | Źródło |
| - | --------------- | --------- | --------------- | ------- | ------------ | --------------- | ------ |
| 1 | Diabelska pętla | Soquet    | 24 czerwca 2006 | stalowa | 20           | 70              | [ 16 ] |
| 2 | Lech            | Vekoma    | 1 lipca 2017    | stalowa | 40           | 95              | [ 9 ]  |

#### Nieczynne
W 2024 roku w parku znajdowała się 1 nieczynna kolejka górska:
| # | Nazwa              | Producent | Data otwarcia | Data zamknięcia | Typ              | Wysokość [m] | Prędkość [km/h] | Źródło        |
| - | ------------------ | --------- | ------------- | --------------- | ---------------- | ------------ | --------------- | ------------- |
| 1 | Scary Toys Factory | ?         | 2015          | 2020            | stalowa rodzinna | 15           | ?               | [ 27 ] [ 28 ] |

#### Usunięte
W 2024 roku, z wybudowanych w historii parku 8 kolejek górskich, 5 było usuniętych a 2 przeniesione (Himalaya → Scary Toys Factory, Cyklon → Dream Hunters Society):
| # | Nazwa                 | Producent       | Data otwarcia    | Data zamknięcia | Typ               | Wysokość [m] | Prędkość [km/h] | Źródło        |
| - | --------------------- | --------------- | ---------------- | --------------- | ----------------- | ------------ | --------------- | ------------- |
| 1 | Kosmos Coaster        | ?               | ?                | 2013            | stalowa dziecięca | ?            | ?               | [ 30 ]        |
| 2 | Dream Hunters Society | ?               | ?                | 2023            | stalowa rodzinna  | ?            | ?               | [ 31 ] [ 32 ] |
| 3 | Funny Mouse           | ?               | 2007             | marzec 2010     | stalowa dziecięca | ?            | ?               | [ 33 ]        |
| 4 | Blizzard              | Cavazza Diego   | 24 kwietnia 2008 | marzec 2010     | stalowa dziecięca | 7,5          | 36              | [ 34 ]        |
| 5 | Kolejka Górska        | Cezary Borowiak | 2010             | 2013            | stalowa dziecięca | ?            | ?               | [ 35 ]        |

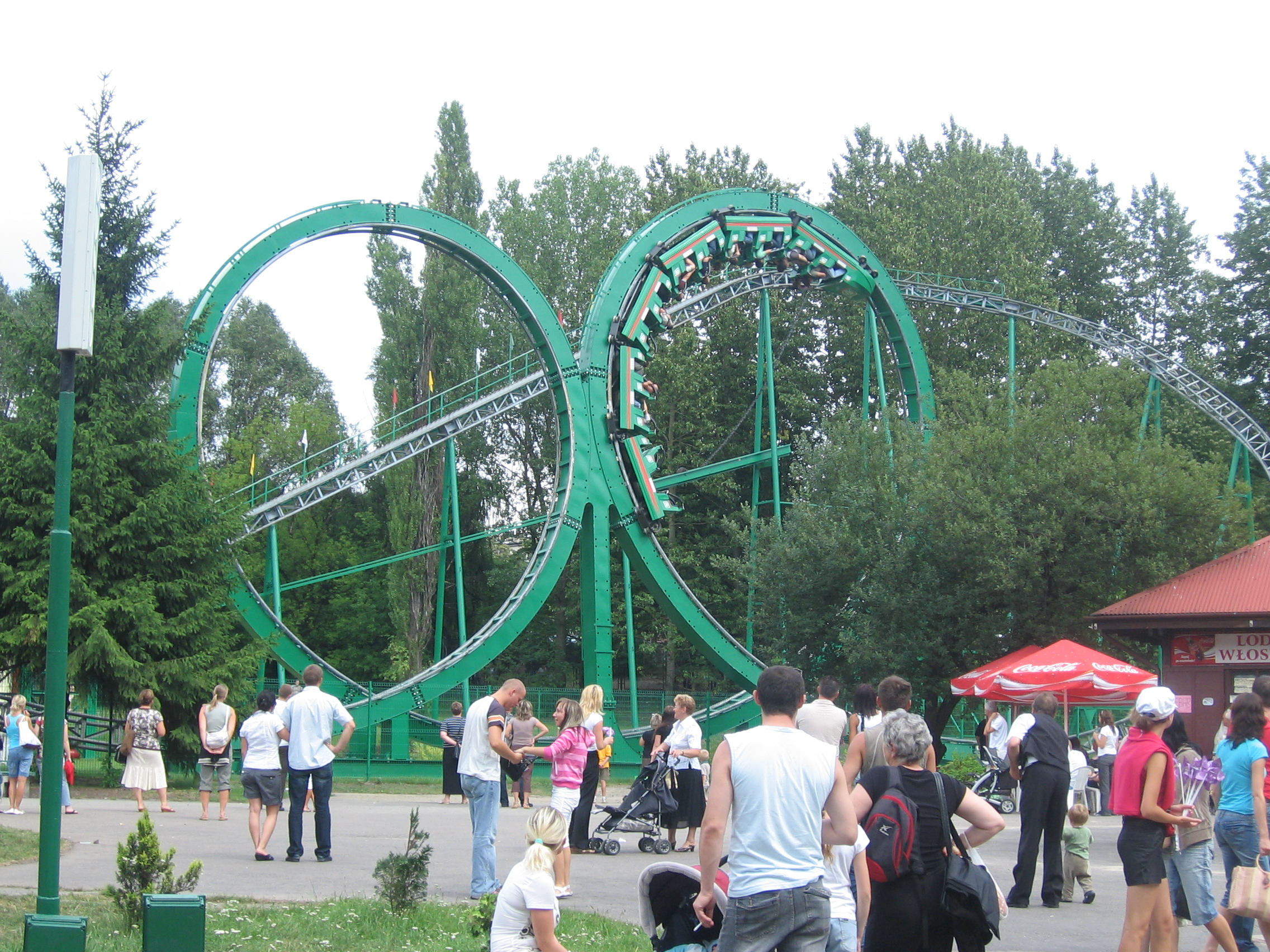
Kolejka Diabelska pętla
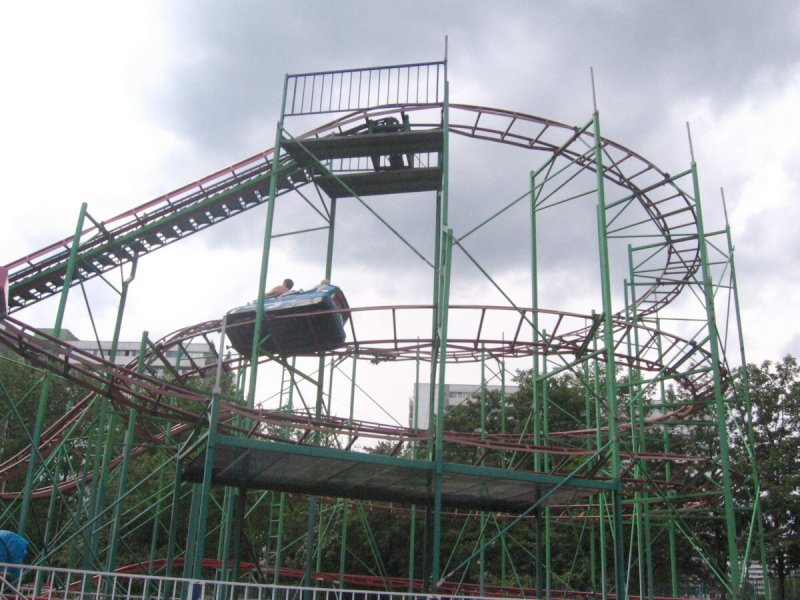
Roller coaster Dream Hunters Society
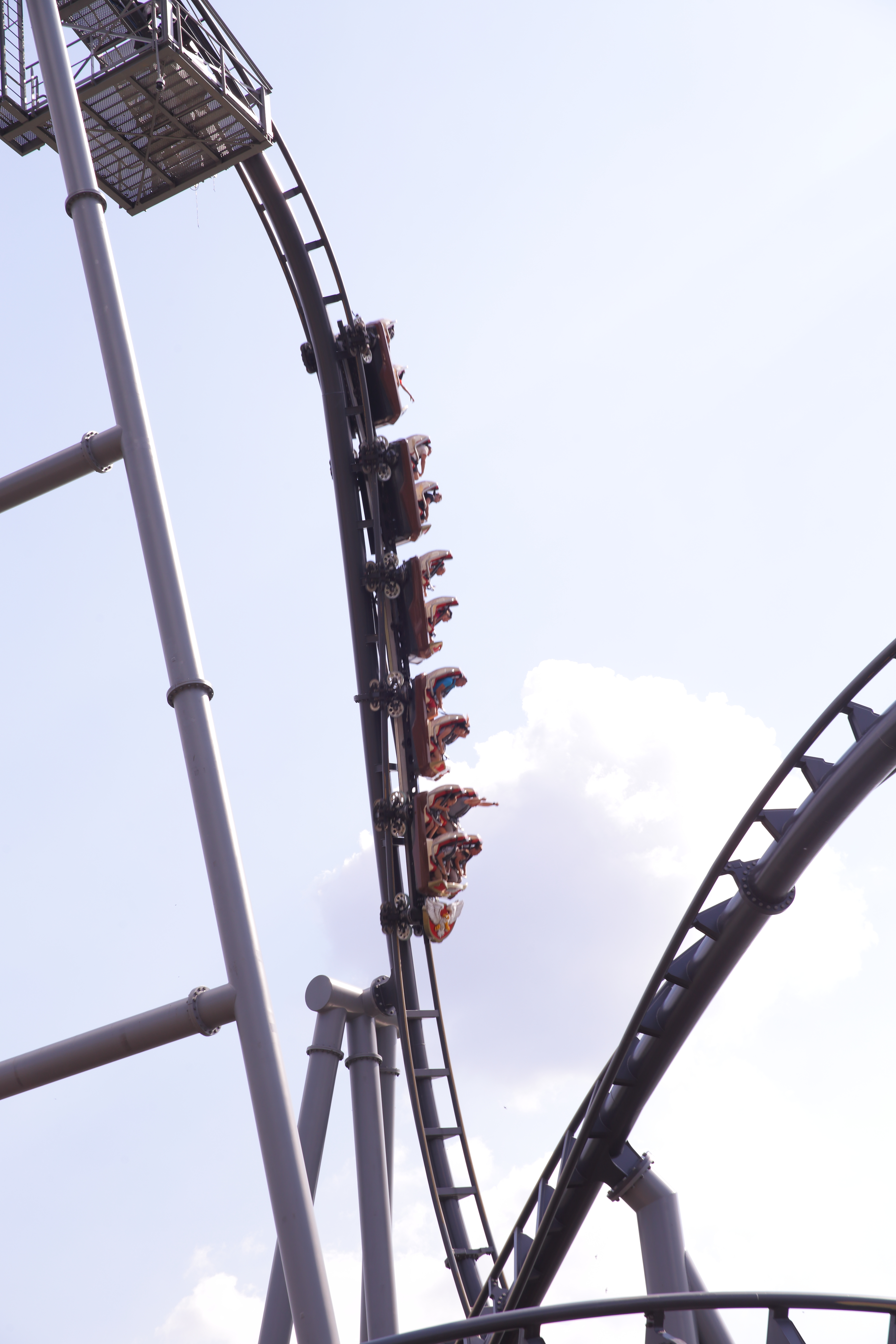
Lech Coaster

### Atrakcje ekstremalne
| # | Nazwa         | Stara nazwa | Otwarte       | Opis |
| - | ------------- | ----------- | ------------- | --- |
| 5 | Phoenix       | Enterprise  | 2000          | Pasażerowie siedzą solo w wagonach swobodnie wiszących na obwodzie koła. Gdy koło obraca się, wagoniki wychylają się w bok, aż ustawią się całkiem poziomo. Wtedy koło ustawia się pionowo, przez co pasażerowie chwilami znajdują się do góry nogami. Pasażerowie nie są unieruchomieni – nie wypadają, bo na miejscu utrzymuje ich stałe przyspieszenie wolne. Karuzela przeszła generalny remont w 2004 roku. |
| 6 | Sky Flyer     | Sky Flyer   | 2007, 2013    | Dwie kilkunastoosobowe gondole w kształcie łódek, zamontowane na ramionach o wysokości 20 metrów, zataczają 360-stopniowe pętle, dzięki czemu na wysokości 20 m pasażerowie chwilowo przebywają w pozycji głową w dół. W 2009 roku po zerwaniu współpracy prywatny właściciel atrakcji zabrał ją z Śląskiego Wesołego Miasteczka. W 2011 roku podczas wzbogacania oferty Śląskiego Wesołego Miasteczka zainteresowano się podobnym obiektem z likwidowanego lunaparku Vidampark w Budapeszcie, który okazał się tym samym Sky Flyerem z sezonów 2007-2008. Po negocjacjach Sky Flyer został odkupiony od prawowitego właściciela i ponownie umieszczony w 2013 roku. |
| 7 | Dragon Temple | Rainbow     | 2016          | Szeroka gondola umocowana do długiego ramienia wykonuje ruch bokiem. Gondola wznosi się i opada. Pasażerowie podczas opadania odczuwają nieważkość. Sprowadzona ze zlikwidowanego lunaparku Sommerland Syd. |
| 8 | Cyclodrome    | Cyclodrome  | 2013 lub 2014 | Napędzane siłą mięśni pasażerów rowery dające możliwość wykonywania pętli. Sprowadzony ze zlikwidowanego lunaparku Sommerland Syd. |

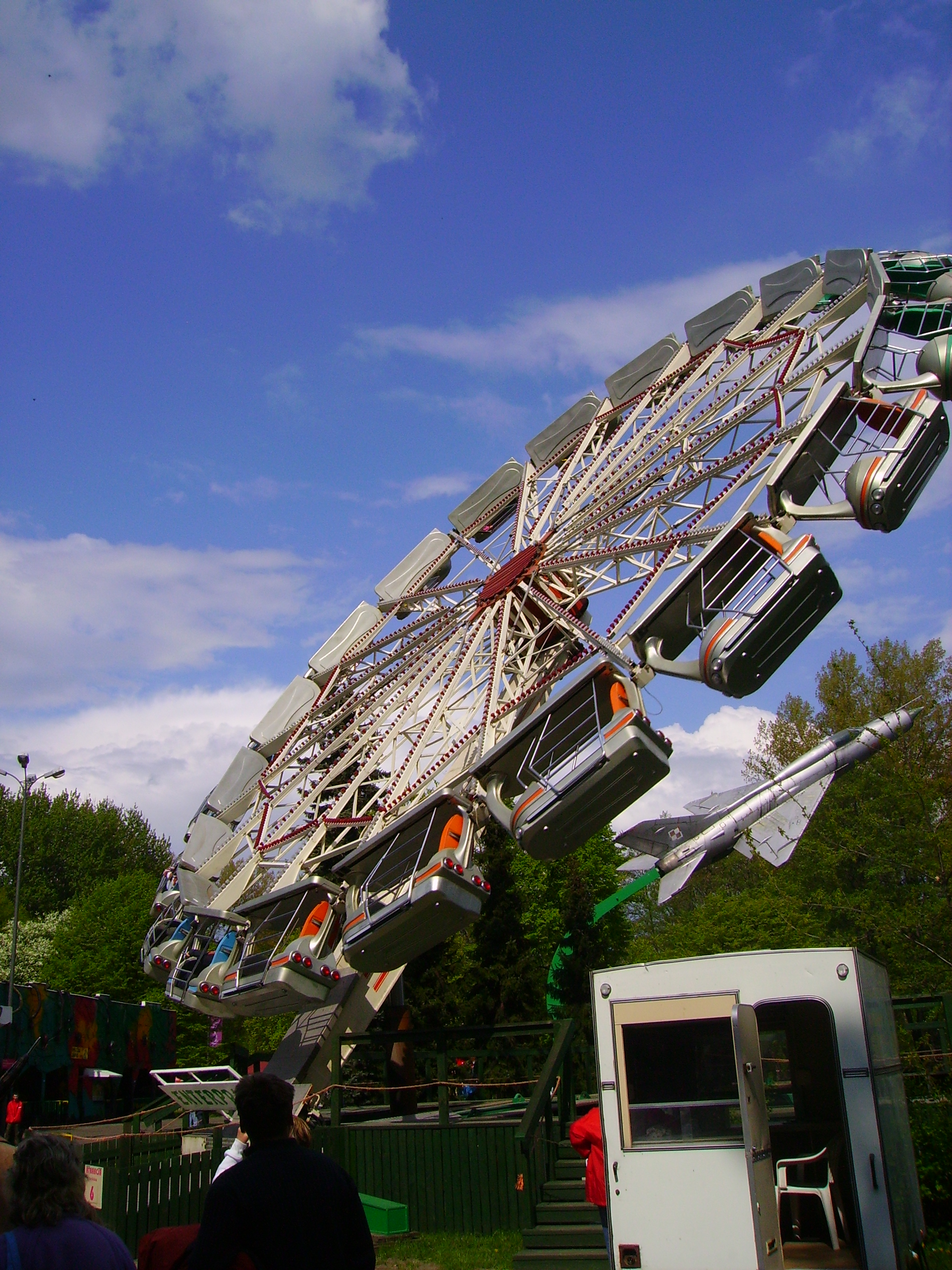
Phoenix (Enterprise)
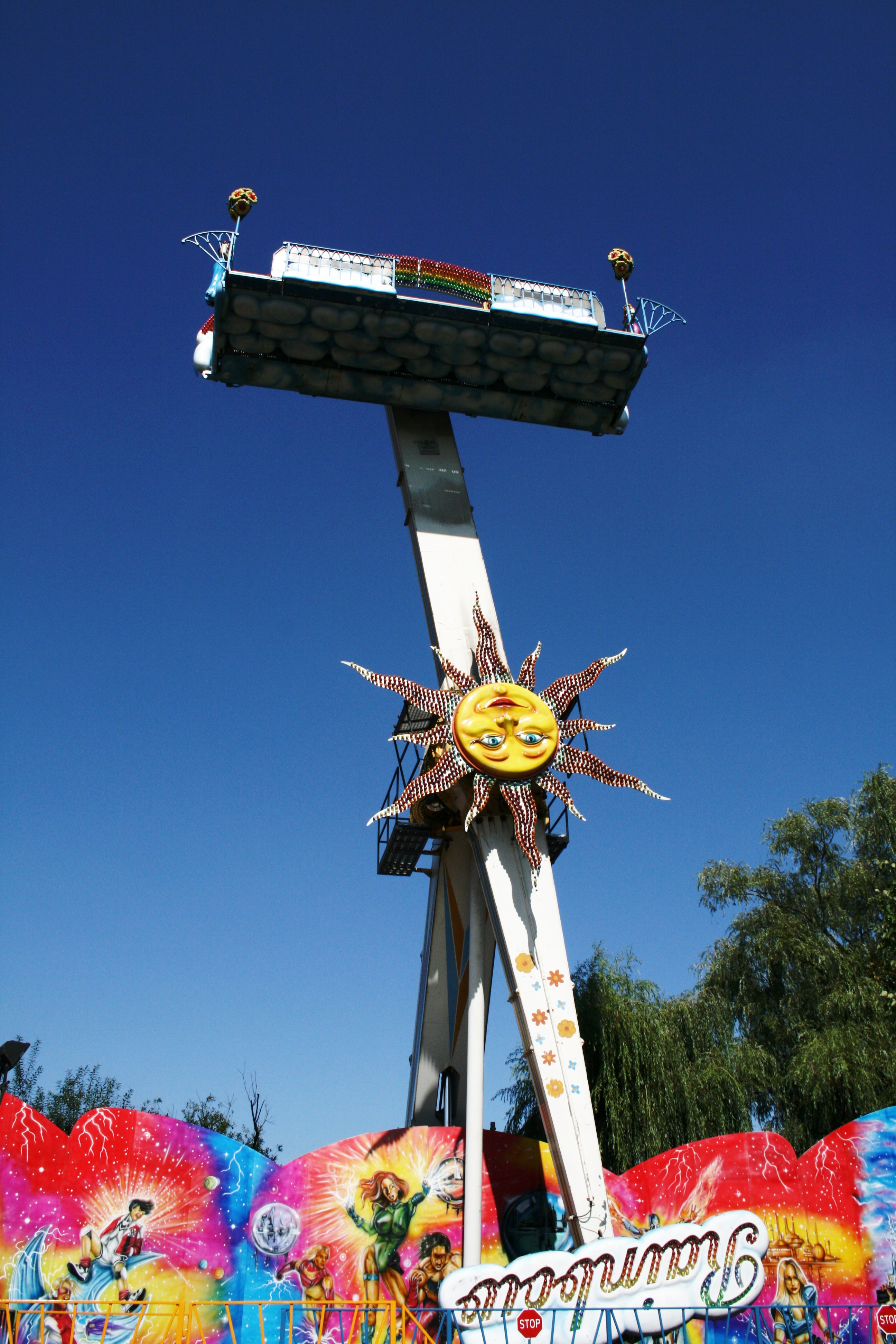
Dragon Temple (Rainbow)

### Atrakcje wodne
| #  | Nazwa            | Otwarte | Opis |
| -- | ---------------- | ------- | --- |
| 9  | Diamond River    | 2016    | Atrakcja typu Flume Ride – łodzie pokonują tor wodny stylizowany na kopalnię diamentów. Sprowadzona ze zlikwidowanego lunaparku Sommerland Syd. |
| 10 | Piracka Przystań | 2017    | Rejs łódkami napędzanymi siłą pasażerów po jeziorze w centrum parku.                                                                            |
| 11 | Teatr na wodzie  | 2019    | Teatr łączący pokaz iluminowanych fontann z grą aktorską.                                                                                       |
| 12 | Dolina Jagi      | 2020    | Atrakcja typu Rapid River. Tematyzacja nawiązuje do folkloru związanego z Babą Jagą.                                                            |

### Atrakcje rodzinne
| #  | Nazwa                   | Stara nazwa                           | Otwarte | Opis |
| -- | ----------------------- | ------------------------------------- | ------- | --- |
| 13 | Dream Flight Airlines   | Samoloty duże                         | 1956    | Pasażerowie zajmują miejsca w jednym z sześciu modeli samolotów zawieszonych na stalowych linach. Koło obraca się i samoloty odchylają się na boki. Urządzenie przeszło generalny remont w 2009 roku. |
| 14 | Wonder Garden           | Beczka śmiechu                        | 1962    | Goście przechodzą przez okrągły tunel składający się z obracających w różne strony pierścieni. Karuzela przeszła generalny remont w 2004 roku. |
| 15 | Super Ześlizg           | Super Ślizg XXL (dawniej Super Ślizg) | 1964    | Goście zjeżdżają z falistej zjeżdżalni na specjalnych kocach. W sezonie 2015 oryginalna zjeżdżalnia została zastąpiona nową większą, sprowadzoną ze zlikwidowanego lunaparku Sommerland Syd. |
| 16 | Royal Ballroom          | Ballerina – Kosmiczny Pył             | 1980    | Pasażerowie siadają parami na obwodzie koła, które, za pomocą specjalnego mechanizmu, wykonuje ruch falowy. Karuzela przeszła generalny remont w 2003 roku. |
| 17 | Legendia Flower         | Gwiazda Duża                          | 1985    | Goście podziwiają widoki z wysokości 40 metrów siedząc w sześcioosobowych gondolach diabelskiego młyna. |
| 18 | Kocioł                  | Apollo, Apollo 2000                   | 2000    | Goście siadają w dwuosobowych, podwieszonych do pionowych ramion, wagonach. Wagony poruszają się po obwodzie koła, a ramiona podnoszą się kilkakrotnie o kąt 45 stopni i opadają. Karuzela przeszła generalny remont w lutym i marcu 2007 roku. Następnie przeprowadzono modernizację i zmianę tematyzacji w sezonie 2024.                                                                  |
| 19 | Air Balloons            | Air Balloons                          | 2007    | Niewielka karuzela o gondolach stylizowanych na balony na ciepłe powietrze. |
| 20 | Helikopterki            | Helikopterki                          | 2007    | Niewielka wieża, wokół której krążą wagoniki w kształcie helikopterów. |
| 21 | Music Box               | Karuzela                              | 2007    | Niewielka karuzela o wagonikach stylizowanych na samochody, karoce i konie. |
| 22 | Electric Ring           | Matterhorn                            | 2008    | Dwuosobowe wagoniki wykonują przejazd po okrągłym, łagodnie falowanym torze. |
| 23 | Giant Water Pump        | UFO                                   | 2009    | Okrągła gondola, w której pasażerowie siadają na jej obwodzie twarzą do środka, podwieszona jest do długiego ramienia. Gondola buja się i obraca jednocześnie. |
| 24 | Teacups                 | Teacups                               | 2013    | Kryta karuzela z wagonikami w kształcie porcelanowych filiżanek. Sprowadzona z Heide-Parku. |
| 25 | Sweet Dreams            | Keciok                                | 2014    | Karuzela łańcuchowa. Sprowadzona ze zlikwidowanego lunaparku Sommerland Syd. |
| 26 | Jungle Boat             | Fish ’n’ Wish                         | 2014    | Karuzela połączona z atrakcją wodną. Pasażerowie mogą strzelać z pistoletów na wodę. |
| 27 | Mała Gwiazda            | Mała Gwiazda                          | 2014    | Niewielkie koło widokowe dla najmłodszych. |
| 28 | Ekspres Preriowy        | Circus Train                          | 2015    | Dziecięca kolejka elektryczna otoczona wystrojem w stylu cyrkowym. Przed sezonem 2017 atrakcja była stylizowana na miasteczko z Dzikiego Zachodu. Sprowadzona ze zlikwidowanego lunaparku Sommerland Syd. |
| 29 | Circus Tea Cups         | Małe Filiżanki                        | 2015    | Łagodna karuzela z wagonikami w kształcie filiżanek. Sprowadzona ze zlikwidowanego lunaparku Sommerland Syd. |
| 30 | Game Room               | Game Room                             | 2016    | Salon automatów do gier. |
| 31 | Korona Ziemi            | Korona Ziemi                          | 2017    | Interaktywna wystawa na temat najwyższych szczytów Ziemi. |
| 32 | Magical Postal Service  | Magical Postal Service                | 2016    | Małe samochodziki stylizowane na pocztowe dyliżanse przejeżdżają po płaskim torze wśród różnorodnej scenerii. Sprowadzone ze zlikwidowanego lunaparku Sommerland Syd. |
| 33 | Magical Lake Expedition | Magical Lake Expedition               | 2016    | Bujany statek odchylający się do 270 stopni. Sprowadzony ze zlikwidowanego lunaparku Sommerland Syd. |
| 34 | Gaj Urwisów             | Rura Park                             | 2016    | Plac zabaw w postaci suchych basenów wypełnionych plastikowymi piłkami. W 2018 roku przeniesiono Gaj Urwisów do nowego pomieszczenia. |
| 35 | Sailor Academy          | Sailor Academy                        | 2016    | Karuzela stylizowana na piracki statek o unoszących się i opadających ramionach. |
| 36 | Trampoliny              | Trampoliny                            | 2016    | Urządzenie składające się z metalowej siatki w której zamontowane jest 6 trampolin o powierzchni 12m x 13,7m. Sprowadzone ze zlikwidowanego lunaparku Sommerland Syd. |
| 37 | Carousel of Love        | Carousel of Love                      | 2017    | Karuzela „wiedeńska”. |
| 38 | Bazyliszek              | Bazyliszek                            | 2018    | Całość stylizowana na polskie legendy o bazyliszku. Pasażerowie w dziesięciu 6-osobowych wagonikach typu trackless przejeżdżają przez osiem interaktywnych pomieszczeń, strzelając do potworów za pomocą broni strzelających wiązkami laserowymi. Na końcu podróży pasażerowie dojeżdżają do ogromnego bazyliszka celem pokonania go. Pierwsza kolejka typu interactive dark ride w Polsce. |
| 39 | Boruta’s Tricks         | Boruta’s Tricks                       | 2018    | Gabinet luster nawiązujący do legendy o Diable Borucie. |

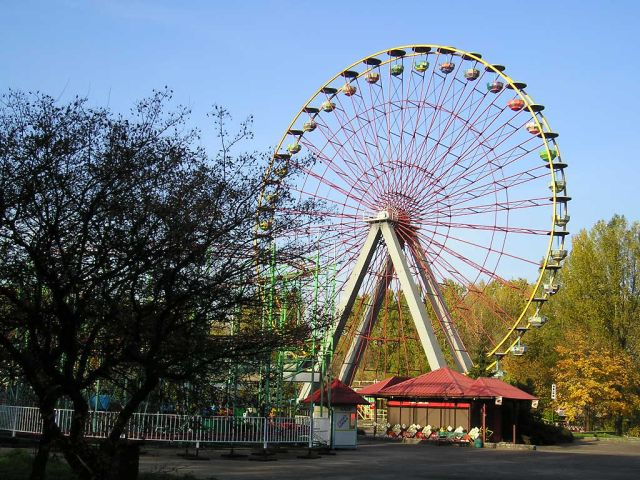
Legendia Flower (Gwiazda Duża)
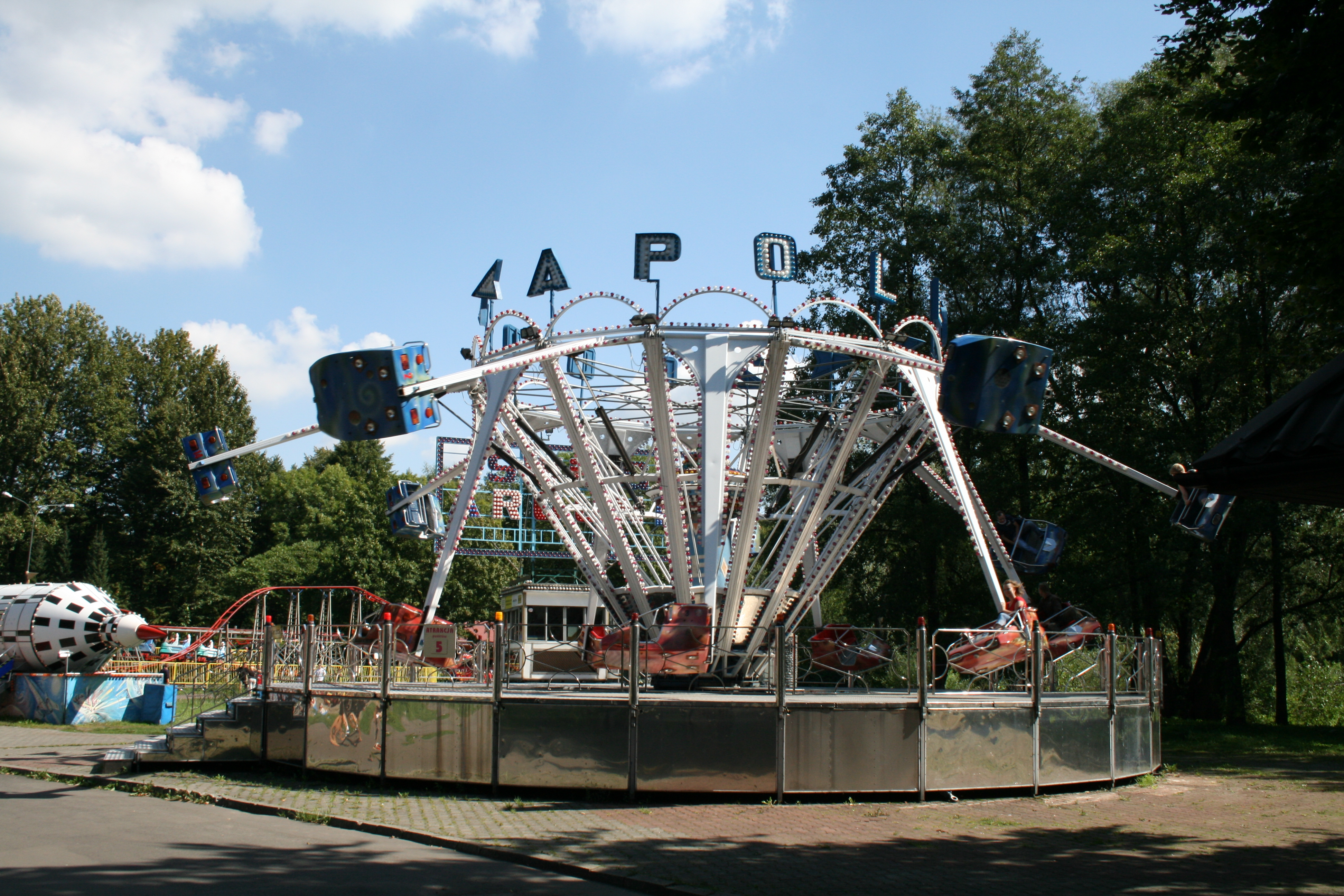
Apollo
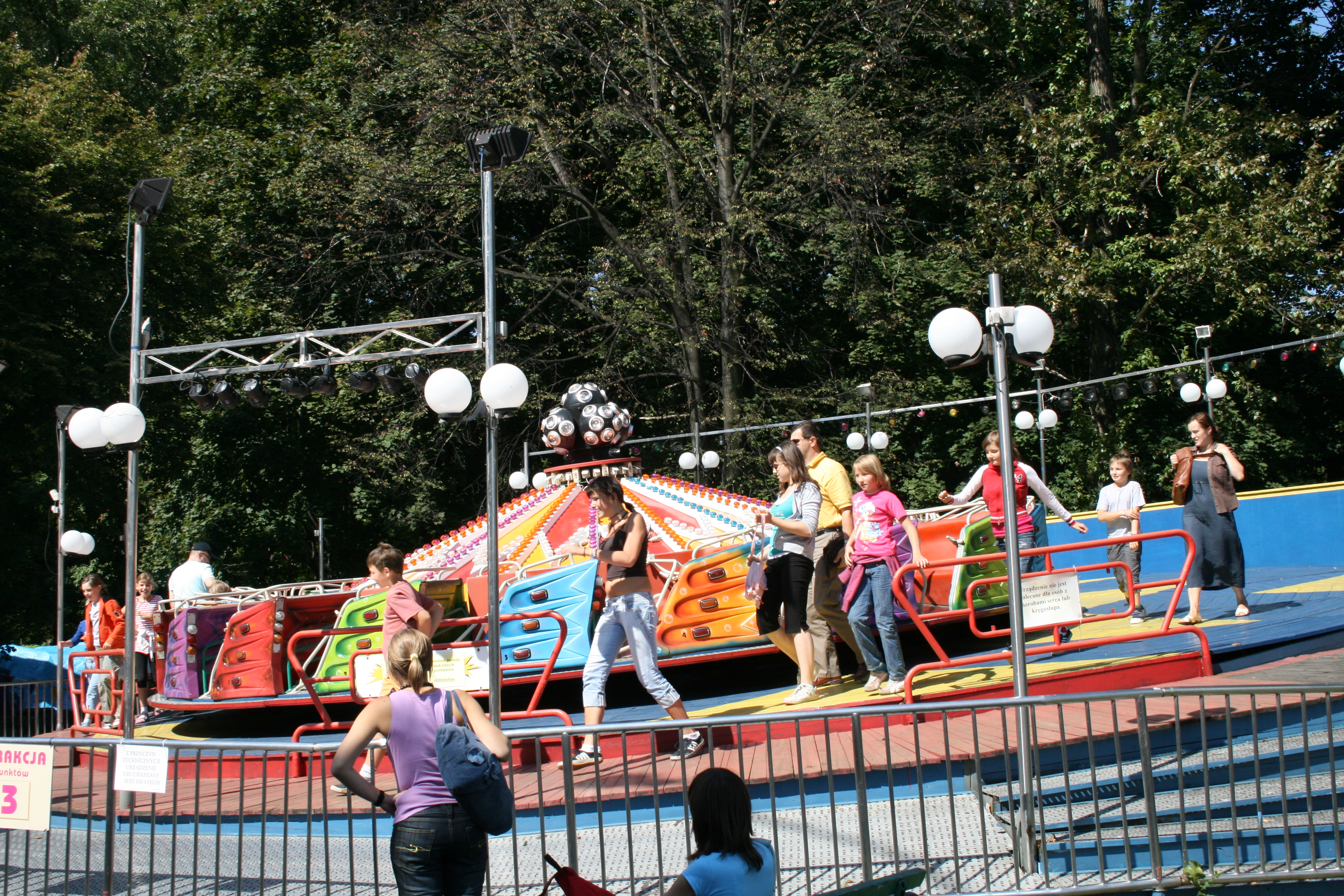
Royal Ballroom (Ballerina)

### Inne atrakcje
W parku znajdują się też inne atrakcje, jak suche baseny wypełnione plastikowymi kulkami, strzelnice, mini-tory samochodowe, nadmuchiwane zamki-trampoliny czy karuzele dla najmłodszych o różnej tematyce (od zwierząt po balony).

### Atrakcje zlikwidowane
| Nazwa                                             | Otwarte    | Zamknięte  | Opis |
| ------------------------------------------------- | ---------- | ---------- | --- |
| Radar                                             | 1960       | 2001       | Pasażerowie siadają na ławkach przymocowanych do platformy obwodzie koła, które wykonuje ruch falowy. |
| Pająk                                             | 1960       | 1987       | Karuzela dziecięca o siedmiu odmiennych ruchach |
| Filiżanki                                         | 1967       | 1989       | Karuzela z 5-osobowymi wagonikami w kształcie filiżanek. |
| Latające talerze                                  | 1967       | 1989       | Poruszające się po obwodzie koła gondole stylizowane na statki UFO przymocowane do pionowych ramion. |
| Samoloty małe                                     | 1961       | 1987       | Karuzela dziecięca modeli samolotów zawieszonych na stalowych linach. Koło obraca się i samoloty odchylają się na boki. |
| Gwiazda Mała                                      | 1961       | 1987       | Niewielkie koło widokowe przeznaczone dla dzieci |
| Gwiazda Duża                                      | 1961       | 1976       | Średniej wielkości koło widokowe. |
| Samochodziki                                      | 1961       | 1987       | Dziecięcy mini-tor samochodowy w kształcie okręgu |
| Rakieta                                           | 1961       | 1989       | Karuzela łańcuchowa. |
| Ślimak                                            | 1967       | 1989       | Karuzela typu Caterpillar. Gondole połączonych w koło obracają się na torze z naprzemiennie nachylonymi i płaskimi sekcjami. |
| Funny Mouse                                       | 2007       | 2009       | Kolejka dla najmłodszych wykonująca dwa okrążenia toru w kształcie ósemki. |
| Horrorwood Extreme 3D                             | 2006       | 2010       | Pałac strachów z efektami specjalnymi. |
| Top Scan                                          | 2007       | 2008       | Wielki maszt, kręci się w około pod kątem 45 stopni na kilku metrach wysokości. Rzędy siedzeń układające się w pięcioramienną gwiazdę obracają się najpierw w przód, potem w tył jednocześnie mogąc obracać się do góry nogami. |
| Break-Dance                                       | 2005       | 2008       | Na wielkiej platformie są zamontowane cztery mniejsze platformy, do których są zamontowane trzy 2-osobowe gondole. Wielka platforma kręci się z dostateczną prędkością, mniejsze kręcą się szybciej a każda gondola może obracać się wokół własnej osi dzięki czemu nie można przewidzieć, w którą stronę obróci się wagonik. |
| Surf Dance                                        | 2005       | 2007       | Wielka 40-osobowa gondola przymocowana do dwóch ramion kręci się z góry na dół, a gondola może się przy tym mocno i szybko obracać w lewo i w prawo. |
| Blizzard                                          | 2008       | 2009       | Rodzinna kolejka górska w parku. Składa się z dwóch spadków i kilku wyprofilowanych zakrętów. Kolejka pokonuje trasę dwukrotnie. |
| Alladyn                                           | 2007       | 2009       | Karuzela obrotowa dla dzieci |
| Polyp Monster                                     | 2004       | 2006       | Do czterech macek ośmiornicy są zamontowane 4 dwuosobowe gondole. Macki krążą w około, podnoszą się i opadają a gondole kręcą się wokół własnej osi |
| Latający dywan                                    | 2003       | 2006       | 24-osobowa gondola stylizowana na latający dywan obraca się w kółko w pozycji pionowej na wysokości 10 metrów |
| River Splash                                      | 2008       | 2009       | Łódki stylizowane na pniaki drzew płyną torem wodnym. Wyciągane są na wysokość ok. 10 m, po czym spływają, odrzucając wodę na boki. Plastikowe ekrany po obu stronach toru chronią przed zmoknięciem gości przyglądających się atrakcji, jednocześnie kierując strumienie wody na pasażerów. |
| Pontony                                           | 1994       | 2010       | Pasażerowie pływają w basenie jednoosobowymi pontonami napędzanymi sprężonym powietrzem. |
| Astroliner                                        | 2008       | 2010       | Symulator ruchu w kształcie rakiety. |
| Ghost Castle                                      | 2009       | 2010       | Dwupoziomowy dom duchów. Pasażerowie zajmują miejsca w wózkach, które przejeżdżają powoli przez pokoje domu. |
| Silesia Tower                                     | 2008       | 2009       | Wieża o wysokości 50 m, łącząca funkcję karuzeli łańcuchowej i wieży swobodnego spadku. Wysięgniki karuzeli oraz wózek wolnospadu wjeżdżają na szczyt wieży. Karuzela łańcuchowa z 12 osobami na pokładzie zaczyna wirować, a wolnospad wraz z 18 pasażerami spada swobodnie. Spadek swobodny odbywa się na drodze ok. 35 m (14 pięter – 2,67 s nieważkości), a hamowanie na drodze 11 m (hamulce magnetyczne, przeciążenie ok. 3 G). W 2009 urządzenie przeszło remont. |
| Motorówka                                         | 1991       | 2011       | Przejażdżka statkiem po jeziorze. |
| Kino 4D                                           | 2005       | 2010       | Goście oglądają film z dodatkowymi efektami jak deszcz czy wiatr. |
| Smocza Jama                                       | 1974       | 2011       | 8 dwuosobowych wózków stylizowanych na kopalniane wjeżdża do pieczary smoka. Ten pałac strachów dla małych dzieci przedstawia różne obrazy potworów z filmów grozy. |
| Tor gokartowy                                     | 1961, 1987 | 1987, 2011 | Goście prowadzą go-karty po torach w kształcie ósemki. W parku były dwie takie atrakcje. Dla dorosłych i dla dzieci. |
| Pałac Strachów (dawniej W krainie Baśni)          | 1973       | 2011       | 10 dwuosobowych wózków stylizowanych na kopalniane wjeżdża do pałacu upiorów. Podczas przejażdżki w ciemnym domu strachu mogą dotknąć nas różnorakie postacie, jak mumia, pająki, czarownice czy kościotrupy. |
| Rollercoaster                                     | 2010       | 2011       | Rodzinny rollercoaster pokonujący tor w kształcie ósemki z dwoma spadkami i dwoma wzniesieniami. Kolejka pokonuje trasę dwukrotnie. |
| Ześlizg do wody                                   | 1973       | 2016       | Duży wagon-łódź wciągany jest tyłem za pomocą windy na wysokość ok. 13 m, następnie zjeżdża po torze do wody. W 2002 roku ześlizg do wody był czynny tylko w lipcu i sierpniu ze względu na generalny remont, który rozpoczął się w marcu 2002 roku, ale z powodu braku pieniędzy zakończono go dopiero w grudniu 2002. |
| Tagada Power Dance                                | 2010       | 2016       | Wielki 18-osobowy talerz obraca się w kółko natomiast ramię hydrauliczne umieszczone pod gondolą w wolnym tempie podnosi się i opada imitując skoki |
| Twister                                           | 1975       | 2015       | Pasażerowie zajmują miejsca w 12 dwuosobowych wagonach w kształcie parasolek rozmieszczonych na obwodzie koła. Koło kręci się i lekko przechyla. |
| Łabędzie                                          | 1960       | 2016       | Pasażerowie zajmują miejsca w wagonach w kształcie łabędzi umieszczonych na ramionach, które podnoszą się i opadają. |
| Krzywe lustra (dawniej Teatrzyk Iluzji)           | 1968       | 2017       | Gabinet śmiechu. |
| Disco Cars (dawniej Samochody elektryczne)        | 1997, 2001 | 2018       | Pasażerowie jeżdżą autkami zasilanymi prądem z podłogi i sufitu. W parku znajdowały się dwa takie miejsca różniące się wystrojem. |
| Scoternia Kids                                    | 2007       | 2018       | Pasażerowie jeżdżą autkami zasilanymi prądem z podłogi i sufitu. W parku znajdowały się dwa takie miejsca różniące się wystrojem. |
| Dragon Wrestling Tournament (dawniej Flic Flac)   | 2008       | 2019       | 12 trzyosobowych wagonów wisi swobodnie na 6 ramionach, które krążą wokół centralnej części atrakcji. Ramiona unoszą się i opadają wywołując bujanie wagonów w przód i w tył. Rozbujane wagony mogą wykonać przewrót o 360 stopni, odwracając pasażerów do góry nogami. |
| Dragon Riders (dawniej Mix Machine i Rock & Roll) | 1993, 2013 | 2019       | Dziesięć 4-osobowych gondoli stylizowanych na bębny pralki automatycznej krąży w lewo i w prawo, a mechanizm pozwala wykonywać im pełne 360-stopniowe koła. |
| Circus Hoppala                                    | 2013       | 2020       | Karuzela flat Ride oparta konstrukcji koła zamachowego o średnicy ponad 20 metrów, na którym zamocowanych jest 16 dwuosobowych gondoli. Ruch urządzenia może się odbywać do przodu lub do tyłu, a poszczególne gondole obracają się o 360 stopni w różnym tempie; mogą się one także zatrzymać, nawet w pozycji "do góry nogami". Sprowadzony z Wurstelprater w Wiedniu.                                                                                                 |

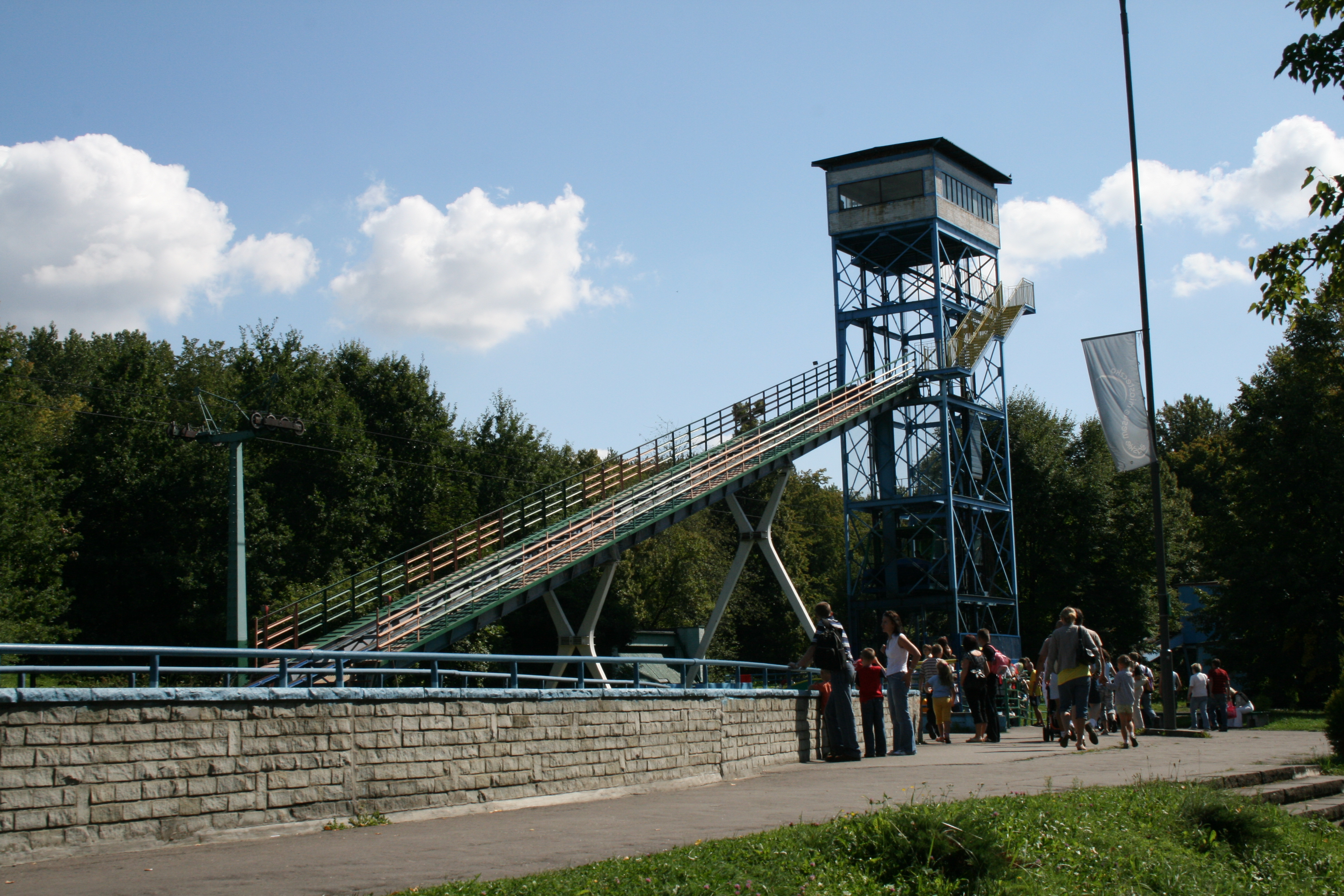
Ześlizg do wody
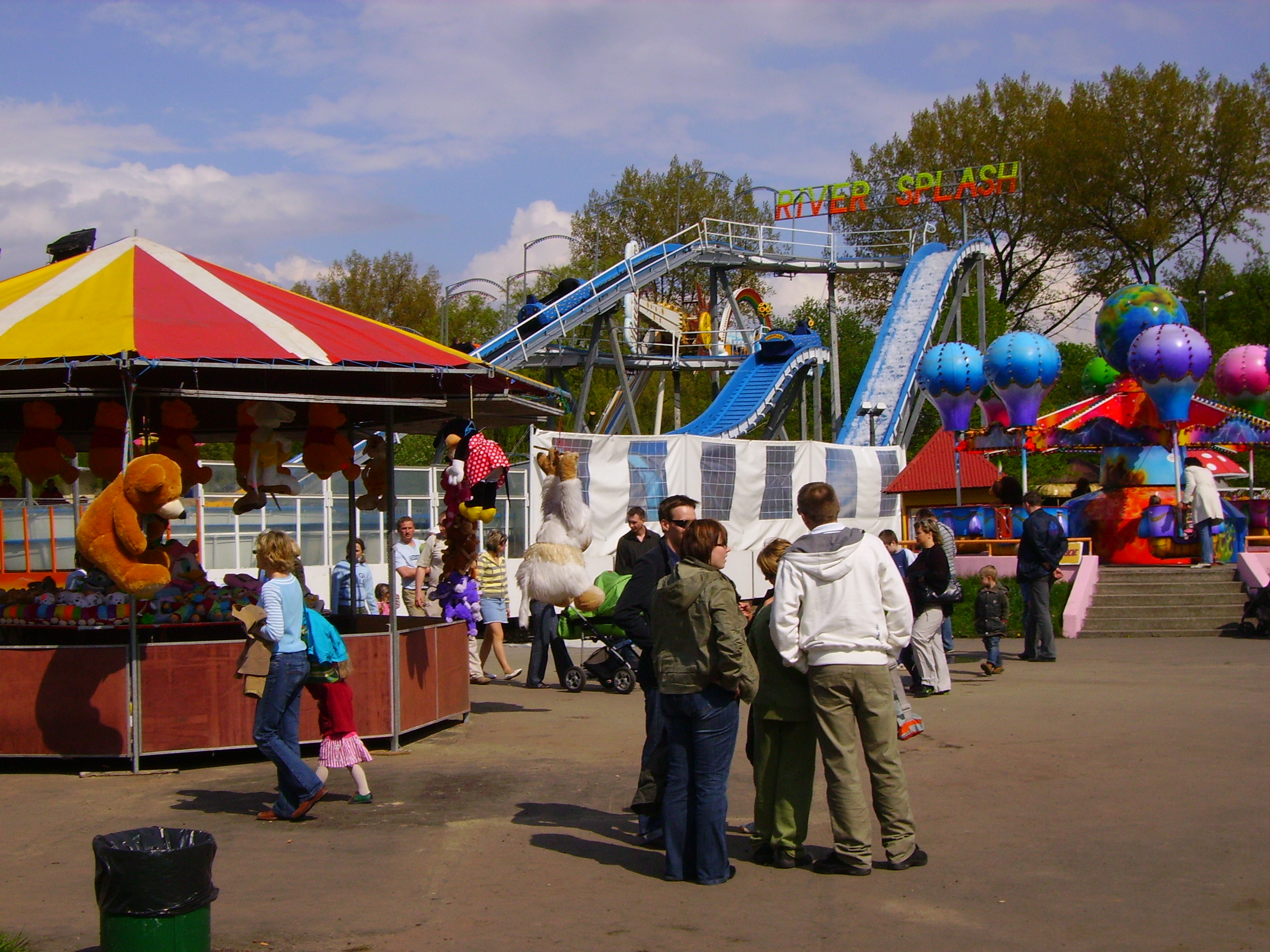
River Splash
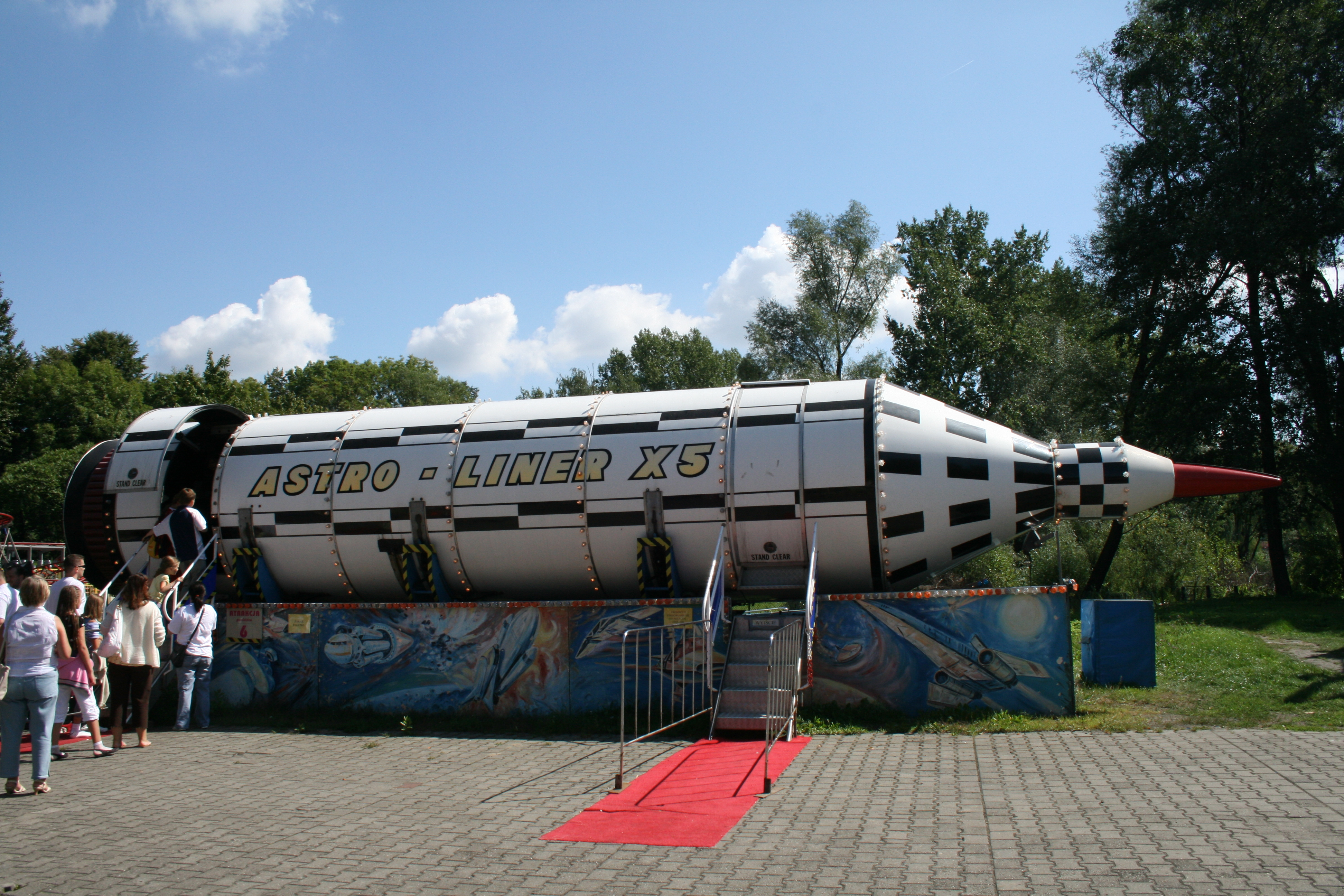
Astroliner
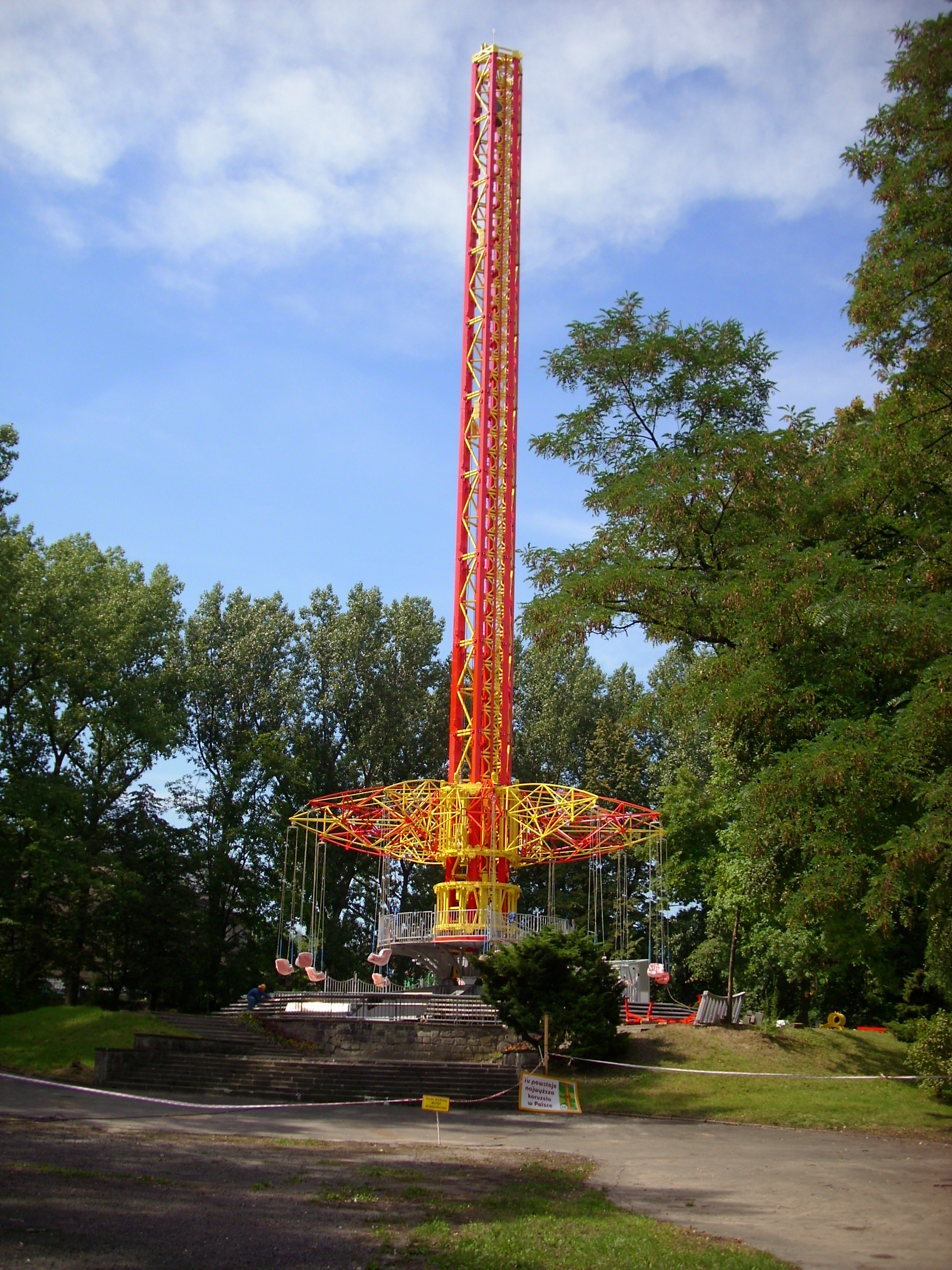
Silesia Tower

## Strefy
W parku znajduje się 5 stref o wystroju atrakcji nawiązującym do nazwy:
- Magical Village
- Magical Forest
- Valley of Dreams
- Magical Mountains
- Adventures Valley